# Analogno računalo
Ako zanemarimo značenje koje se odnosi na izvedbu računala koja koriste ne-elektroničke medije (npr. hidraulički ili neki drugi princip) za rješavanje matematsko-logičkih zadataka, ostaje značenje u užem smislu za elektroničko analogno računalo. 
To je računalo posebne konstrukcije koje radi s analognim vrijednostima, najčešće očitanim izravno iz nekog tehnološkog procesa. Može biti integrirano u upravljački ili kontrolni sustav procesa. U načelu je daleko nepreciznije te u pravilu znatno skuplje od digitalnih računala. U pravilu stvarne fizikalne procese interpretira prikladnim električnim modelima (primjerice hidrostatski tlak ili razinu interpretira se naponom, količina protoka vrijednošću struje itd.) Detaljnije vidi: English
Ponekad se koriste kombinirana analogno-digitalna, tzv. hibridna računala, s pretvaračem za pretvaranje analognih u digitalne veličine i obrnuto, koja analogno mjerene veličine digitalno obrađuju i izdaju u digitalnom ili analognom obliku ili vrše regulaciju procesa (npr. vage ugrađene u lučke dizalice kojima se sprječava preopterećenje ili važe roba utovarena u više vagona ili u jednoj smjeni i sl.).

## Poveznice
- Digitalizacija
- računalo

## Vanjske poveznice
|  | Wječnik ima rječničku natuknicu analogno |

|  | Wječnik ima rječničku natuknicu digitalno |